# Listă de piese de teatru germane
Aceasta este o listă de piese de teatru germane în ordine alfabetică:

## A
- Amphitryon (1807), de Heinrich von Kleist
- Anatomy Titus Fall of Rome A Shakespeare Commentary (1985), de Heiner Müller
- Anja und Esther (1925), de Klaus Mann
- Arcul lui Odiseu (Der Bogen des Odysseus, 1914), de Gerhart Hauptmann
- Ascensiunea lui Arturo Ui poate fi oprită (Der aufhaltsame Aufstieg des Arturo Ui, 1941) de Bertolt Brecht
- Ascensiunea și căderea orașului Mahagonny (Aufstieg und Fall der Stadt Mahagonny, 1927-1930), de Bertolt Brecht
- Athen (1932), de Klaus Mann

## B
- Baal (1918/1923), de Bertolt Brecht
- Bătălia lui Arminius (Die Hermannsschlacht, 1808), de Heinrich von Kleist
- Blana de biber (Der Biberpelz, 1893), de Gerhart Hauptmann

## C
- Cărăușul Henscheș (Fuhrmann Henschel, 1898), de Gerhart Hauptmann
- Cercul de cretă caucazian (Der kaukasische Kreidekreis, 1943–45/1948),[1] de Bertolt Brecht
- Cetățenii din Calais (Die Bürger von Calais, 1913), de Georg Kaiser
- Clopotul scufundat (Die versunkene Glocke, 1896), de Gerhart Hauptmann
- College Cramption (1892), de Gerhart Hauptmann
- Coralul (Die Koralle, 1918). de Georg Kaiser

## D
- Din zori până în miezul nopții  (Von morgens bis mitternachts, 1912), de Georg Kaiser
- Don Karlos, Infant von Spanien (1787), de Friedrich von Schiller
- Don Juan (1952/1954), de Bertolt Brecht
- Drame eline (Griechische Dramen, 1948), de Georg Kaiser

## E
- Egmont (1787), de Johann Wolfgang von Goethe
- Elga (1896), de Gerhart Hauptmann
- Emilia Galotti (1772), de Gotthold Ephraim Lessing
- Erwin und Elmire (1775), de Johann Wolfgang von Goethe
- Estetica Rezistenței (Die Ästhetik des Widerstands, ).

## F
- Familia Schroffenstein (Die Familie Schroffenstein, 1803), de Heinrich von Kleist
- Familia Wupper (Die Wupper, 1909), de Else Lasker-Schüler
- Faust (1808), de Johann Wolfgang von Goethe
- Fecioara din Orléans (Die Jungfrau von Orléans, 1801), de Friedrich von Schiller
- Fiica naturală (Die natürliche Tochter, 1803), de Johann Wolfgang von Goethe
- Fiorenza (1907), singura piesă de teatru terminată de Thomas Mann
- Florian Geyer (1896), de Gerhart Hauptmann
- Frühlings Erwachen (1891), de Frank Wedekind
- Fuga lui Gabriel Schilling (Gabriel Schillings Flucht, 1912), de Gerhart Hauptmann

## G
- Gegenüber von China (1929), de Klaus Mann
- Geschwister (1930), de Klaus Mann
- Götz von Berlichingen(1773), de Johann Wolfgang von Goethe
- Griselda (1909), de Gerhart Hauptmann

## H
- Hasemanns Töchter (1877), de Adolphe L'Arronge
- Haus Lonei (1880), de Adolphe L'Arronge
- Heidelbergul de altădată (1901), de Wilhelm Meyer-Förster
- Helios (1896) fragment, de Gerhart Hauptmann
- Herbert Engelmann (1921–26), de Gerhart Hauptmann
- Hoții (Die Räuber, 1781), de Friedrich von Schiller

## I
- Ifigenia în Taurida (Iphigenie auf Tauris, 1779), de Johann Wolfgang von Goethe
- Ifigenia la Delfi, (Iphigenie in Delphi, 1941), de Gerhart Hauptmann
- În hățișul orașelor (Im Dickicht der Städte, 1921–24/1923), de Bertolt Brecht
- Înainte de răsăritul soarelui (Vor Sonnenaufgang, 1887-89), de Gerhart Hauptmann
- Înalțarea la cer a Hannelei (Hanneles Himmelfahrt, 1893), de Gerhart Hauptmann
- Investigația (Die Ermittlung, 1965), de Peter Weiss

## K
- Kabale und Liebe (1784), de Friedrich von Schiller
- Käthchen din Heilbronn (Das Käthchen von Heilbronn, 1807–1808), de Heinrich von Kleist

## L
- Die Laune des Verliebten (1779), de Johann Wolfgang von Goethe
- Leonce și Lena (1836), de Georg Büchner

## M
- Maria Stuart (1800), de Friedrich von Schiller
- Mein Leopold (1873), de Adolphe L'Arronge
- Minna von Barnhelm' (1767), de Gotthold Ephraim Lessing
- Mireasa din Messina (Die Braut von Messina, 1803), de Friedrich von Schiller
- Miß Sara Sampson (1755), de Gotthold Ephraim Lessing
- Moartea lui Danton (dramă, 1835), de Georg Büchner
- Mutter Courage și copiii ei (Mutter Courage und ihre Kinder, 1938–39/1941), de Bertolt Brecht

## N
- Nathan der Weise (1779), de Gotthold Ephraim Lessing

## O
- Omul cel bun din Sâciuan  (Der gute Mensch von Sezuan, 1939–42/1943), de Bertolt Brecht
- Opera de trei parale (Die Dreigroschenoper, 1928/1928), de Bertolt Brecht
- Ostașul Tanaka (Der Soldat Tanaka, 1940), de Georg Kaiser

## P
- Patru la un prânz cu pește (Fisch zu viert, 1969)[2]de Rita Zimmer și Wolfgang Kohlhaase
- Penthesilea (1808), de Heinrich von Kleist
- Persecuția și asasinarea lui Jean-Paul Marat reprezentată de trupa de jucători ai ospiciului din Charenton sub îndrumarea marchizului de Sade (Die Verfolgung und Ermordung Jean Paul Marats dargestellt durch die Schauspielgruppe des Hospizes zu Charenton unter Anleitung des Herrn de Sade, 1963-65), de Peter Weiss
- Peter Brauer (1912), de Gerhart Hauptmann
- Pluta Meduzei (Das Floß der Medusa, 1940-1943), de Georg Kaiser
- Prințul de Homburg (Prinz Friedrich von Homburg, 1809-10), de Heinrich von Kleist
- Der Protagonist (1920), de Georg Kaiser
- Puștile doamnei Carrar (Die Gewehre der Frau Carrar, 1937/1937), de Bertolt Brecht

## R
- Revue zu Vieren (1926), de Klaus Mann
- Robert Guiskard (1802), de Heinrich von Kleist

## S
- Die Sieben Todsünden der Kleinbürger (1933), de Bertolt Brecht
- Der siebente Engel (1946), de Klaus Mann
- Și Pippa dansează (Und Pippa Tanzt!, 1906), de Gerhart Hauptmann
- Șobolanii (Die Ratten, 1911), de Gerhart Hauptmann

## U
- Ulciorul sfărâmat (Der zerbrochne Krug, 1811), de Heinrich von Kleist

## T
- Teama și mizeriile celui de-al treilea Reich (Furcht und Elend des Dritten Reiches, 1935–38/1938), de Bertolt Brecht
- Tobe în noapte (Trommeln in der Nacht, 1918–20/1922), de Bertolt Brecht
- Torquato Tasso (1790), de Johann Wolfgang von Goethe
- Turandot, Prinzessin von China (1801), de Friedrich von Schiller
- Țesătorii (Die Weber, 1892), de Gerhart Hauptmann

## V
- Veland (1925), de Gerhart Hauptmann
- Viața lui Galilei (Leben des Galilei, 1937–39/1943), de Bertolt Brecht
- Die Verschwörung des Fiesco zu Genua (1783), de Friedrich von Schiller

## W
- Wallenstein (1800), de Friedrich von Schiller
- Wilhelm Tell (1804), de Friedrich von Schiller
- Woyzeck (1837), de Georg Büchner